# Chromatin-Immunpräzipitation
Die Chromatin-Immunpräzipitation (ChIP) ist eine experimentelle Methode zur Bestimmung von Protein-DNA-Interaktionen. Ein Ziel ist es herauszufinden,  ob bestimmte Proteine mit  spezifischen Genregionen assoziiert sind. So kann beispielsweise die Bindung eines Transkriptionsfaktors an Promotoren, Enhancer, Repressoren oder Silencer untersucht  werden. Ein weiteres wichtiges Forschungsfeld ist die Untersuchung der Verteilung der verschiedenen Histonmodifikationen, eine Basis der epigenetischen Genregulation.

## Eigenschaften
Ziel der Methode ist es, festzustellen, ob bestimmte Proteine (meist Transkriptionsfaktoren) bestimmte Teile des Chromatins lebendiger Zellen oder Gewebe binden. Da das Verfahren bezüglich des Crosslinkings  in vivo arbeitet, unterscheidet es sich von anderen Verfahren, die das gleiche Ziel verfolgen, wie z. B. das DNase Footprinting Assay. Nach der Lyse der Zellen wird das Lysat auf sog. beads geladen, auf welchen die Fällung erfolgt. Diese Trennung findet entsprechend  in vitro statt.
Das Grundprinzip der Chromatin-Immunpräzipitation beruht darauf, die zu einem Zeitpunkt bestehenden Protein-DNA-Bindungen durch Fixierung mit Formaldehyd festzuhalten. Anschließend werden die Zellen zerstört und das Chromatin mittels Ultraschall in Stücke von einigen hundert Basenpaaren Länge zertrümmert. Jene DNA-Stücke, die das gewünschte Protein gebunden haben, werden mit einem für das Protein spezifischen Antikörper immunpräzipitiert (isoliert). Die isolierten DNA-Protein-Komplexe werden gelöst. Die Identität der jeweiligen DNA-Stücke kann auf verschiedene Weise geklärt werden: Liegt eine Hypothese über den wahrscheinlichen Bindungsort im Genom vor, so kann eine PCR unter Verwendung von Primern, die spezifisch für die vermutete DNA-Region sind, durchgeführt werden. Ist man hingegen am Aufspüren aller Bindungsstellen des Proteins im gesamten Genom interessiert, kann ein DNA-Microarray verwendet werden. In diesem Fall spricht man auch von einem ChIP-on-Chip-Experiment. Alternativ ist auch eine Kombination mit Verfahren, die als Sequenzierung der zweiten Generation (engl. second generation sequencing) bezeichnet werden, möglich (ChIP-Seq).
Das Hauptproblem der Chromatin-Immunpräzipitation ist es, hochspezifische Antikörper für die untersuchten Proteine zu finden. Eine Möglichkeit besteht darin, das gewünschte Protein mit einem Epitop zu verschmelzen, das von verfügbaren Antikörpern erkannt wird. Dies setzt aber einen vorausgehenden Eingriff, wie eine transiente Transfektion, voraus. Eine weitere Möglichkeit ist die Verschmelzung mit einer Aminosäurenkette, die von bestimmten Enzymen erkannt wird, welche bestimmte Seitenketten des Proteins mit Biotin oder einem anderen Protein-Tag anreichern. Die Isolation der DNA-Protein-Komplexe wird dadurch ermöglicht, dass das Biotin wiederum äußerst spezifisch mit extrem hoher Affinität das Protein Streptavidin bindet.